# Naobranchia lizae
Naobranchia lizae är en kräftdjursart som först beskrevs av Henrik Nikolai Krøyer 1863.  Naobranchia lizae ingår i släktet Naobranchia och familjen Naobranchiidae. Inga underarter finns listade i Catalogue of Life.